# Christophe Oriol
Pour les articles homonymes, voir Oriol.
Christophe Oriol, né le 28 février 1973 à Oullins, est un coureur cycliste français. Professionnel de 1998 à 2005, il a remporté le Tour de l'Ain en 2002.

## Palmarès

### Palmarès amateur
- 1992
  - Tour du Pays de Gex :
    - Classement général
    - 1re étape (contre-la-montre)

  - Tour du Valromey :
    - Classement général
    - 1re et 5e (contre-la-montre) étapes

  - 2e étape du Tour du Grand-Bornand (contre-la-montre)
  - 2e étape du Prix Stoc Dore et Dolore
- 1993
  - Champion du Lyonnais espoirs
- 1994
  - Champion du Lyonnais espoirs
- 1996
  - Classique du Bugey
  - Grand Prix de Delle
- 1997
  - Grand Prix des Carreleurs
  - Circuit de Saône-et-Loire
  - Classique du Bugey
  - Grand Prix de Crémieu
  - Tour du Pays Roannais :
    - Classement général
    - 5e étape

  - 2e étape du Tour du Bearn Aragon Bigorre
  - 1 étape de la Ronde des Vosges

### Palmarès professionnel
- 1999
  - 1re étape du Critérium du Dauphiné libéré
  - 2e du Circuit des mines
- 2001
  - 4e étape de Tour de l'Ain
  - 3e du Tour de l'Ain
- 2002
  - Tour de l'Ain :
    - Classement général
    - 3e étape
- 2004
  - 3e de la Polynormande

## Résultats sur les grands tours

### Tour de France
4 participations
- 1999 : 67e
- 2001 : 111e
- 2002 : hors-délai (16e étape)
- 2003 : 121e

### Tour d'Espagne
3 participations
- 2000 : abandon (16e étape)
- 2002 : 91e
- 2004 : abandon (12e étape)